# Krankenhaus des Maßregelvollzugs Berlin
Das Krankenhaus des Maßregelvollzugs Berlin dient dem Vollzug der freiheitsentziehenden Maßregeln der Besserung und Sicherung im Land Berlin. Es hat 523 Betten in sieben von Oberärzten geleiteten Abteilungen und 19 Stationen an zwei Standorten. Hauptstandort ist das Gelände der ehemaligen Karl-Bonhoeffer-Nervenklinik im Ortsteil Wittenau im Bezirk Reinickendorf von Berlin. Ein weiterer Standort befindet sich in Berlin-Buch. Aufsichtsbehörde ist die übergeordnete Senatsverwaltung für Gesundheit, Pflege und Gleichstellung. Zu den 523 Betten kommen bei externen Kooperationspartnern untergebrachte Personen sowie Personen in der ambulant-komplementären Unterbringung, sodass das Krankenhaus durchschnittlich etwa 700 Patienten hat, davon circa 10 Prozent Frauen. Das Personal des Krankenhauses umfasst rund 400 Pflegekräfte, 50 Ärzte, 30 Psychologen und 40 Sozialarbeiter sowie 40 Ergotherapeuten.
Im Krankenhaus des Maßregelvollzugs Berlin werden nur die verfassungsrechtlich unbedingt erforderlichen hoheitlichen Aufgaben von der öffentlichen Hand wahrgenommen, insbesondere die Arbeit am Patienten. Sonstige Leistungen werden von privatrechtlich organisierten Dritten gegen Entgelt erbracht. Ärztliche Leiterin des Krankenhauses ist Julia Krebs.

## Behandlung
Das Krankenhaus ist überwiegend kognitiv-verhaltenstherapeutisch ausgerichtet mit Integration tiefenpsychologisch orientierter Ansätze. Die Behandlung erfolgt je nach Notwendigkeit psychiatrisch-psychotherapeutisch und/oder medikamentös gestützt. Das Pflegepersonal arbeitet nach dem Bezugspflegesystem. Die Ergotherapie dient neben stationsbezogener Ergotherapie auch der Arbeitstherapie in verschiedenen handwerklichen Bereichen. Durch schulische Angebote sollen untergebrachte Personen individuell gefördert werden. Der Sozialdienst soll den untergebrachten Personen bei der Regelung ihrer wirtschaftlichen und sozialen Belange helfen.

## Organisation
Die Unterbringung von Erwachsenen im psychiatrischen Maßregelvollzug nach § 63 StGB erfolgt auf 14 Stationen am Standort in Wittenau und auf einer Station am Standort in Buch. Die Abteilung IV mit zwei Stationen in Wittenau und zwei Stationen in Buch ist für nach § 64 StGB untergebrachte Suchtmittelabhängige zuständig. Die Abteilung V ist die Jugend-Forensik. Sie hat 24 Betten in Wittenau.

## Geschichte
Das Krankenhaus des Maßregelvollzugs Berlin wurde zum 1. August 1996 als eine nachgeordnete Einrichtung der damaligen Senatsverwaltung für Gesundheit und Soziales gegründet. Seit dem 1. Januar 2001 ist es ein Krankenhausbetrieb des Landes Berlin, der nach wie vor der zuständigen Senatsverwaltung für Gesundheit, Pflege und Gleichstellung nachgeordnet ist.

## Gerichtsverfahren gegen das Land Berlin und die Bundesrepublik Deutschland wegen Todesfalls Ümit Vardar
Die 5. Kammer des Landgericht Berlins II (Arzthaftungskammer) hat nach der öffentlichen Verhandlung im Mai 2024 in der Rechtssache zum Geschäftszeichen: 5 O 3/21 das Land Berlin / Krankenhaus des Maßregelvollzugs Berlin verurteilt und die Verantwortlichkeit der Ärzte für das Leiden und den (vorzeitigen) Tod des im KMV Berlin untergebrachten Patienten Ümit Vardar infolge eines Behandlungsfehlers festgestellt. Mit der auch durch die Anhörung eines gerichtlich bestellten Sachverständigen gestützten Feststellung des Gerichts, dass Ärzte im Maßregelvollzug Berlin durch das Unterlassen zwingend erforderlicher ärztlicher Maßnahmen den Tod des Patienten verursacht haben, wurde eine todesursächliche und schmerzensgeldbegründende Fehlbehandlung eines im Maßregelvollzug (KMV) untergebrachten Patienten durch Ärzte bestätigt. Infolge der erstinstanzlich nicht vollständig aufgeklärten Umstände wurde vor dem Kammergericht Berlin (20. Zivilsenat) zum Geschäftszeichen: 20 U 60/24 im Juli 2024 Berufung durch die Mutter und Erbin eingelegt, um u. a. die gesundheitlichen Folgen der sehr langjährigen Applikation des Benzodiazepins Lorazepam an dem verstorbenen Patienten einer Klärung zuzuführen und eine Vernehmung von Zeugen zu erreichen.
Dem Arzthaftungsprozess waren strafrechtliche Ermittlungen wegen u. a. Tötung durch Unterlassen (§§ 212, 13 StGB) u. a. gegen diverse Ärzte einschließlich gegen einen ärztlichen Abteilungsleiter im KMV Berlin durch das Dezernat für Kapitaldelikte bei der Staatsanwaltschaft Berlin vorausgegangen. Diese wurden jedoch 2019 ohne vollständige Ausermittlung eingestellt. Im Nachgang wurde der innerstaatliche Rechtsweg mit dem Ziel der Wiederaufnahme der Ermittlungen und der effektiven Ausermittlung des Sachverhalts erschöpft, ohne dass es zu der Wiederaufnahme der Ermittlungen kam. Daraufhin wurde durch die Hinterbliebenen des verstorbenen Patienten im Oktober 2020 Beschwerde vor dem Europäischen Gerichtshof für Menschenrechte wegen Verletzung der Art. 2 (Recht auf Leben) und Art. 3 (Verbot der Folter) der Europäischen Menschenrechtskonvention (EMRK) eingelegt.
Der Europäische Gerichtshof für Menschenrechte (EGMR) in Straßburg hat mit Beschluss vom 4. September 2024 die Beschwerde vorläufig zugelassen und die Beschwerde gegen Deutschland unter dem Aktenzeichen 48663/20 der Bundesregierung zur Stellungnahme zugestellt.
Einer breiteren Öffentlichkeit wurde der Rechtsfall bekannt durch die Berichterstattung der taz und der Rechercheplattform FragDenStaat.

## Rücktritt des ärztlichen Leiters des KMV aus Gewissensgründen im April 2024
Der ärztliche Leiter des KMV Berlin, Sven Reiners, hat u. a. wegen menschenunwürdiger Unterbringung einzelner Patienten im April 2024 seinen Rücktritt erklärt. Zur Begründung seines Rücktritts erklärte er: "Die Entwicklungen der letzten Jahre, insbesondere aber die letzten zwölf Monate, haben zu Zuständen geführt, die ich in keinerlei Hinsicht mehr mit meinem Gewissen vereinbaren kann".